# Pekińczyk
Pekińczyk – jedna z ras psów należąca do grupy psów do towarzystwa, zaklasyfikowana do sekcji spanieli japońskich i pekińczyków. Typ jamnikowaty. Nie podlega próbom pracy.

## Rys historyczny
Pekińczyk jest rasą wyhodowaną w Mandżurii. Do połowy XIX wieku rasa ta znana była wyłącznie w Chinach, gdzie pekińczyki hodowane były jako psy świątynne. Według chińskich wierzeń drobna budowa pekińczyka pozwalała mu łatwo gonić i chwytać pojawiające się  w świątyniach demony, a jego waleczne serce – bez trudu stawiać czoła nawet najpotężniejszym złym duchom. Inna legenda wspomina, że pekińczyki miały być owocem miłości lwa do małpki, który to związek został pobłogosławiony przez samego Buddę. Po lwach pekińczyki miały odziedziczyć swoją szlachetność, a po małpce – nietypowy krok. Psy powstałe z tego związku towarzyszyły Buddzie i w razie niebezpieczeństwa zamieniały się w lwy.
Pekińczyk był uważany za ucieleśnienie legendarnego pieska "Fu", który odpędzał złe duchy, czczony był przez Chińczyków jako półbóstwo, jego kradzież karana była śmiercią, a kiedy umierał cesarz, w ofierze składano także jego pekińczyki, tak by również w życiu pozagrobowym mogły chronić zmarłego władcę. Przez wiele wieków rasa była trzymana i hodowana wyłącznie w cesarskim pałacu, a mniejsze osobniki noszone były jako maskotki w dworskich rękawach. Ostatnią miłośniczką i hodowczynią pekińczyków była cesarzowa Cixi (zmarła w 1908 roku).
Pekińczyki pochodzą od azjatyckich wilków, a ich rasa – na podstawie analiz DNA – uznawana jest za jedną z najstarszych na świecie. Pekińczyki mają wspólne korzenie z shih tzu, długowłosym chihuahua, mopsem i papillonem.

### Pekińczyki w Europie
Pekińczyki pojawiły się w Europie ok. 1860 roku, kiedy oddziały brytyjskie zdobyły Pałac Letni w Pekinie podczas drugiej wojny opiumowej. Strażnikom cesarskim nakazano zabić wszystkie pekińczyki, by nie wpadły w ręce Brytyjczyków. Pięć sztuk (cztery suki i jeden pies) osobników tej rasy ocalono i trafiły one do Anglii. Jeden z nich, beżowo-biała suka, został podarowany przez porucznika Dunne'a królowej Wiktorii, która ochrzciła go imieniem Looty (Łup). Kolejne dwa, rudy pies imieniem Schlorff oraz biało-czarna suka Hytien, trafiły w ręce siostry admirała Johna Hayna, hrabiny von Wellington. Sir George Fitzroy, służący pod admirałem Haynem, zabrał dwie pozostałe suki i przekazał swym kuzynom, księciu i księżnej Richmond i Gordon. Te dwa pekińczyki dały początek hodowli "Goodwood", znanej później na całym świecie. Wszystkie pięć pekińczyków było odmianą drobną, "rękawkową" (sleeve), w odróżnieniu od osobników przywożonych w późniejszym okresie.
Pierwszego przedstawiciela tej rasy pokazano w Wielkiej Brytanii w 1893 r. W roku 1900 z królewskiej hodowli angielskiej psy przekazano do Niemiec i Holandii, a także do Ameryki.

### Pekińczyki w Polsce
Pierwsze pekińczyki dotarły do Polski przed rokiem 1925, ponieważ na odbywającej się wówczas Wszechpolskiej Wystawie w Warszawie były dwa i to różnych właścicieli. W wydanej w 1928 roku książce Maurycego Trybulskiego pt. "Psy, rasy, hodowla, tresura i leczenie" napisano: "Hodowlę piesków pałacowych posiada u nas p. Vostrakowa w Warszawie" – a więc istniała już hodowla. W 1928 roku Maria Bruner sprowadziła z Australii psa Togo, który trwale zaznaczył się w hodowli okresu międzywojennego. Polskie pekińczyki przetrwały II wojnę światową i na pierwszej powojennej wystawie w 1948 roku wystąpiły trzy pekińczyki z  hodowli okresu międzywojennego – m.in. Sing Tsar i Hoan-go z hodowli "of White Cottage". W latach siedemdziesiątych we wszystkich oddziałach związku hodowców zarejestrowanych było 800 – 900 pekińczyków.

## Wygląd

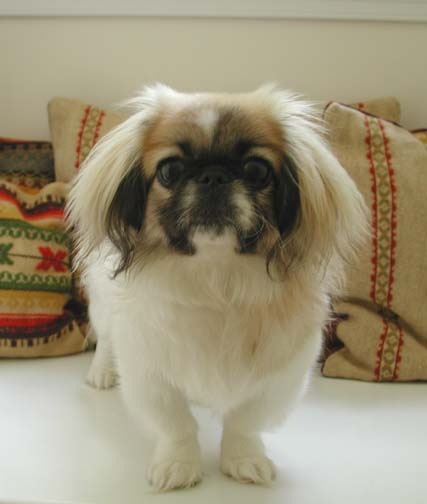
Młody osobnik

### Budowa
Krótki, choć dobrze zbudowany, zwłaszcza w przedniej części, tułów. Głowa duża, szeroka, spłaszczona między uszami. Pysk szeroki i pomarszczony, profil zdecydowanie spłaszczony, kufa czarna. Oczy szeroko rozstawione, okrągłe, ciemne. Uszy w kształcie serca, opadające, z obfitymi frędzlami. Kończyny krótkie, tylne o lekkim kośćcu, przednie – o wygiętych kościach przedramienia. Łapy duże, płaskie, o wywiniętych przednich palcach. Ogon zawinięty nad grzbietem, wysoko osadzony, zawinięty w jedną stronę. Szczególnie cenione są: czarna maska oraz okulary wokół oczu.
Wadami w budowie u pekińczyków są:
- wystający język,
- oczy z niebieską tęczówką,
- cielisty nos,
- zgryz krzyżowy,
- tyłozgryz,
- otwarty przodozgryz,
- za wysoko bądź za nisko osadzone uszy,
- odstające łokcie,
- zbyt proste przednie kończyny,
- stromy, iksowaty bądź beczkowaty tył,
- opadający bądź za bardzo zakręcony ogon.

### Szata i umaszczenie
Przeważnie mają długi włos, prosty, bujny. Gruby podszerstek. Wyraźna kryza występuje wokół szyi. Uszy, tył nóg, ogon oraz palce powinny mieć obfite pióra. Kolorystycznie mogą występować wszystkie rodzaje umaszczenia oprócz albinotycznego. W przypadku łat oba kolory muszą występować na tułowiu bez wyraźnej przewagi któregokolwiek z nich. Kłąb powinien być biały.

## Zachowanie i charakter
Pekińczyki są psami niezależnymi i nieufnymi wobec obcych, choć są swojemu opiekunowi wiernie oddane. Lubią spokój. W kontaktach z większymi psami, zaatakowane, potrafią walczyć w obronie własnej, a także właściciela, zaliczane są do psów odważnych i walecznych.

## Użytkowość
Współcześnie pekińczyki pełnią funkcje reprezentacyjne i są psami do towarzystwa.

## Zdrowie i pielęgnacja
Pekińczyki należą do ras brachycefalicznych (mają spłaszczoną twarzoczaszkę), przez co są podatne na wiele chorób (trudności z prawidłowym oddychaniem, co negatywnie oddziałuje na pracę serca). Schorzenia, jakie są możliwe u tej rasy, to: wypadanie gałki ocznej, owrzodzenie rogówki, wodogłowie, problemy z porodem, wady rozwojowe serca i naczyń, kamienie moczowe, zadyszka, rozszczep podniebienia.
Psy wymagają częstego czesania, nie potrzebują jednak strzyżenia. Gubienie sierści jest znaczne. Mają małe wymagania co do ruchu.

## Obecność w kulturze

### Filatelistyka
Poczta Polska wyemitowała 3 lutego 1969 r. przedstawiający głowę pekińczyka znaczek pocztowy o nominale 3,4 zł, w serii Rasy psów. Druk w technice offsetowej na papierze kredowym. Autorem projektu znaczka był Janusz Grabiański. Znaczek pozostawał w obiegu do 31 grudnia 1994 r..